# Mignano Monte Lungo
Mignano Monte Lungo è un comune italiano di 2 988 abitanti della provincia di Caserta in Campania.

## Geografia fisica
Mignano Monte Lungo si trova nel settore nord-occidentale della provincia, incuneato assieme a San Pietro Infine tra Lazio e Molise. Si trova in un'area di grande interesse naturalistico e storico, facilmente raggiungibile grazie all'Autostrada A1.

## Origini del nome
È condivisa da molti studiosi l'opinione che il toponimo Mignano derivi dal nome di persona latino Minius. Poiché il territorio di Mignano fu il campo nel 1943 di due importanti battaglie della seconda guerra mondiale per la presa di monte Lungo, quest'ultimo toponimo fu aggiunto nel 1947 all'originario a futura memoria.

## Storia
I Sidicini sono il primo popolo che gli studiosi ritengono abbia abitato l'area. Gli Etruschi poi fondano qui la città di Cesennia. Il nome di tale città è probabilmente collegato a quello del Monte Cesima, dal quale si estraeva all'epoca pietra pomice.
La città, in posizione strategica, passa successivamente sotto il controllo romano. Vi erano mura difensive che fungevano anche da acquedotto alimentato dal rio Rava; oggi ne rimangono pochi resti. In epoca imperiale, fu costruito anche un ponte sullo stesso Rava. Di tale epoca rimangono molti resti e iscrizioni.
Mignano viene a far parte del longobardo Ducato di Benevento. Nel 776, divivene parte della Contea di Capua. Nel 1139 a Mignano si svolge la battaglia tra i Normanni, guidati da Ruggero II di Sicilia e l'esercito di papa Innocenzo II. Il papa viene sconfitto e catturato: è condotto nel castello di Mignano e qui firma le condizioni di pace. Nei secoli successivi Mignano passa dagli Svevi agli Angioini e successivamente agli Aragonesi. Questi assegnano il feudo a Ettore Fieramosca. Nel 1581 l'erede Ettore Leognano Fieramosca cede il feudo a Giulio Cesare de Capua. Nel 1734, le truppe di Carlo di Borbone assalgono il feldmaresciallo von Traun che si trovava nella fortezza di Mignano. Quest'ultimo si rifugerà precipitosamente a Capua.

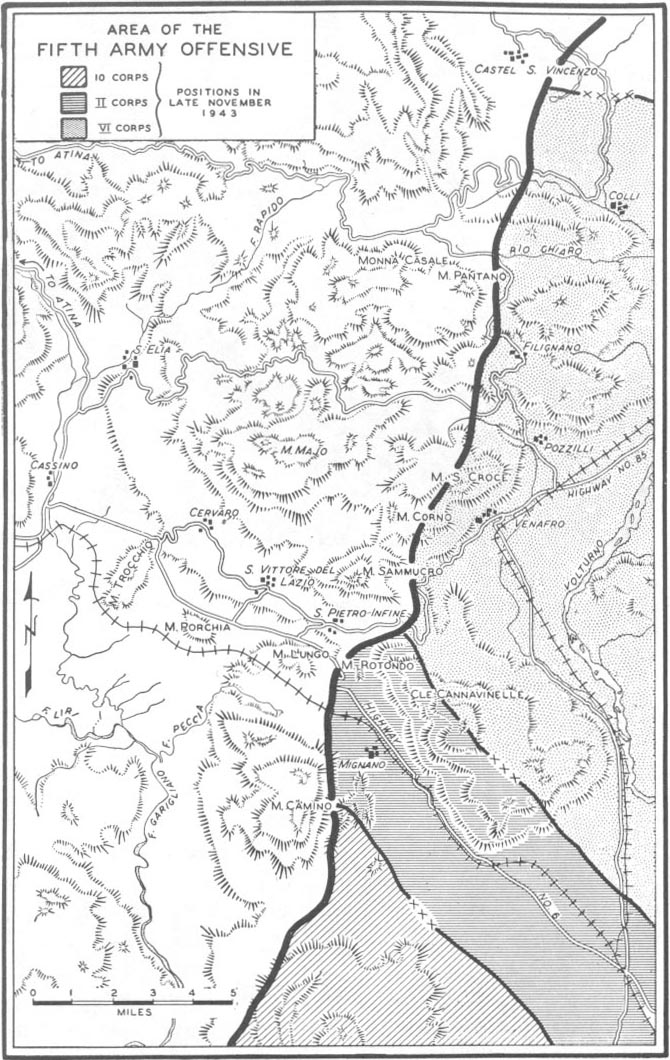
Mappa dell'area dell'offensiva della V armata americana, autunno 1943

Durante la seconda guerra mondiale a Mignano si combattono due battaglie nell'ambito della campagna d'Italia. Il 27 settembre 1943 viene istituito il Primo Raggruppamento Motorizzato del Regio Esercito al comando del generale Vincenzo Dapino; gli uomini provenivano da tutta Italia e rappresentavano tutto l'esercito. Il Raggruppamento era a disposizione del generale statunitense Geoffrey Keyes, comandante del II Corpo d'armata dell'Esercito degli Stati Uniti, e venne incaricato di partecipare allo sfondamento della Linea del Volturno.
Per opporsi alla avanzata nemica, i tedeschi avevano fatto saltare in aria il 29 e il 30 settembre varie abitazioni, la fortezza, il municipio ed il ponte sul torrente Rava, unico passo tra la consolare Casilina ed il centro di Mignano. Il 3 dicembre gli Italiani ricevono l'ordine di conquistare Monte Lungo. L'8 dicembre, come previsto nei piani alleati, attaccano avanzando coperti dalla spessa nebbia, ma questa viene spazzata inaspettatamente da un forte vento: il Raggruppamento così subisce forti perdite ed è costretto a ripiegare. Con un nuovo schema d'attacco, il 16 dicembre gli italiani conquistano il monte.
Il 25 marzo 1952 in una galleria, al confine della Campania con il Molise avvenne il disastro di Cannavinelle. Nell'esplosione morirono 42 operai, molti dei quali abruzzesi, che stavano lavorando nel tunnel per conto della Società Meridionale di Elettricità.

### Simboli

Il gonfalone comunale

Lo stemma e il gonfalone sono stati concessi con decreto del presidente della Repubblica del 20 dicembre 2001.
Il gonfalone è un drappo di bianco riccamente ornato di ricami d'oro.

### Onorificenze
Mignano Monte Lungo è tra le città decorate al valor militare per la guerra di Liberazione perché è stata insignita della medaglia d'oro al valor militare il 30 novembre 1998 per i sacrifici delle sue popolazioni e per la sua attività nella lotta partigiana durante la seconda guerra mondiale:

## Monumenti e luoghi d'interesse
- La chiesa di Santa Maria Grande: eretta nel XVI secolo per volere dalla moglie del Re di Capua.
- La chiesa dell'Addolorata a Campozillone: conserva una statua dell'Immacolata risalente al XVIII secolo.
- La chiesa di Sant'Andrea a Caspoli: conserva una statua lignea di Sant'Andrea e una ottocentesca raffigurante la Madonna col Bambino.
- Il 'Castello' "Ettore Fieramosca": realizzato in tufo, presenta una notevole stratificazione architettonica, conseguenza della sua lunga storia. Guido Fieramosca diede il contributo maggiore alla costruzione.
- Il Museo militare ai piedi di monte Lungo: raccoglie documenti e reperti della battaglia.
- Il Sacrario militare: aperto nel 1951, vi riposano soldati caduti tra il 1943 e il 1945.
- Porta Fratte: la famosa porta medievale che segnava l'ingresso nel feudo. Le sue rovine, l'unico rimasuglio delle mura medievali, sono poste in un caratteristico quartiere storico ancora incontaminato e lasciano spazio all'immaginazione riportando il turista indietro di mille anni.

## Società

### Evoluzione demografica
Abitanti censiti

## Geografia antropica
Il caratteristico quartiere storico sito in una zona rimasta ancora medioevale è chiamato tutt'oggi dai cittadini con il nome de "La Cicuta" si narra infatti che qui crescesse la famosa erba velenosa.
Feudatario del luogo fu Malgerio Sorel.

## Amministrazione
| Periodo | Periodo | Primo cittadino     | Partito                            | Carica      | Note |
| ------- | ------- | ------------------- | ---------------------------------- | ----------- | ---- |
| 1989    | 1990    | Antonio Diodati     | Democrazia Cristiana               | Sindaco     |      |
| 1990    | 1995    | Giacomo De Luca     | Partito Socialista Italiano        | Sindaco     |      |
| 1995    | 1999    | Giacomo De Luca     | Partito Democratico della Sinistra | Sindaco     |      |
| 1999    | 2004    | Giacomo De Luca     | L'Ulivo                            | Sindaco     |      |
| 2004    | 2005    | Roberto Campanile   | Alleanza Nazionale                 | Sindaco     |      |
| 2005    | 2006    | Vittoria Ciaramella |                                    | commissario |      |
| 2006    | 2011    | Roberto Campanile   | Alleanza Nazionale                 | Sindaco     |      |
| 2011    | 2016    | Antonio Verdone     | liste civiche di Centro-sinistra   | Sindaco     |      |
| 2016    | 2021    | Antonio Verdone     | liste civiche di Centro-sinistra   | Sindaco     |      |